# Beskid (Wilkesland)
Beskid (polnisch) sind eine Gruppe bis zu 76 m hoher Hügel an der Knoxküste des ostantarktischen Wilkeslands. Sie ragen in unmittelbarer Nähe zur polnischen Dobrowolski-Station in den Bunger Hills auf. 
Polnische Wissenschaftler benannten sie 1985 nach den Beskiden im Süden Polens, für deren einzelne Gebirgszüge es im Polnischen (im Gegensatz zum Deutschen) einen Singular gibt.